# Betriebliche Sozialarbeit
Die betriebliche Sozialarbeit (BSA) (auch betriebliche Sozialberatung (BSB)) ist ein spezielles Aufgabengebiet innerhalb der sozialen Arbeit, mit entsprechenden Zielen und Grundsätzen. Die BSB bringt einen persönlichen Nutzen für die Mitarbeiter und finanziellen Nutzen für Unternehmen. Da Probleme im finanziellen, familiären, persönlichen und gesundheitlichen Bereich einen Einfluss auf die Arbeitsqualität haben, gehören sie gleichermaßen zum Beratungsangebot der BSB, wie die Beratungen bei Schwierigkeiten und Konflikten am Arbeitsplatz.

## Geschichte
In der Schweiz weisen nur wenige Quellen  auf die Ursprünge der betrieblichen Sozialarbeit hin. Sind in Deutschland bereits im letzten Jahrhundert Krankenschwestern als sogenannte Fabrikpflegerinnen erwähnt, wurde in den Jahren nach dem Ersten Weltkrieg durch den damals schon bestehenden Schweizer Verband Volksdienst oder durch die Firmen selber, die ersten Stellen für Fabrikpflegerinnen geschaffen. 1944 schlossen sich die damaligen Fabrikfürsorgerinnen zu einer schweizerischen Vereinigung zusammen, die sich ab 1961 „Schweizerischer Berufsverband Sozialarbeitender in Betrieben“ nannte und deren Mitglieder sich 1969 dem SBS/ASPAS (Schweizerischer Berufsverband Soziale Arbeit, seit 2005 AvenirSocial) anschlossen. Mit dem Wandel der Betriebe, der auftretenden Probleme und der Sozialen Arbeit veränderte sich auch die betriebliche Sozialarbeit zu einer eigenständigen, professionell geführten Dienstleistung von Unternehmen.
Es gibt keine Gesetze zur BSA in der Schweiz. Die Schweiz  gehört auch keiner internationalen Organisation an, die diese Dienstleistung einfordert. Obwohl die Schweiz nicht EU-Mitglied ist, sind Betriebssozialarbeiter (BS) aus der Schweiz Mitglieder von ENOS, European Network of Occupational Social Work.

## Dienstleistungsangebot
BSB hilft und unterstützt auf der Grundlage von methodologischen und berufsethischen Standards. Zu den Aktivitäten in der BSB gehören die Beratung von Mitarbeitenden aller Hierarchiestufen und ihren Angehörigen ersten Grades bei finanziellen, persönlichen, familiären und gesundheitlichen Problemen, sowie bei Konflikten am Arbeitsplatz. Schulung zu den Themen Suchtprävention am Arbeitsplatz, Prävention von Mobbing und sexueller Belästigung und zunehmend zum Thema Gesundheit und Work-Life-Balance sind ergänzende Angebote.

## Anbieter
Das Beratungsangebot wird über externe BSB-Anbieter wie auch firmeninterne Dienste abgedeckt. Die meisten Länder kennen betriebseigene BSB. Es besteht ein Wettbewerb zwischen den externen Anbieter und den internen Diensten. Oft bieten Grossunternehmen wie SBB, Schweizerische Post, Swisscom und die Chemische Industrie eigene Dienste an. Externe Anbieter bedienen in erster Linie kleinere und mittelgroße Unternehmen (KMU).
Zwei Anbieter bieten BSA in der Schweiz flächendeckend an, sodass nationale Unternehmen mit mehreren Standorten eine einheitliche Dienstleistung von hoher Qualität einkaufen können.